# CSQ-Verfahren
Das CSQ-Verfahren (Coke Stabilizing Quenching) ist ein Teilschritt bei der Herstellung von Koks in einer Kokerei.

## Allgemein
Nachdem der gare Koks heiß aus der Koksofenbatterie gedrückt wird, muss verhindert werden, dass er bei den hohen Temperaturen an der Luft verbrennt. Er wird möglichst rasch gelöscht und abgekühlt.
Dies kann trocken geschehen, meist mit Hilfe von Stickstoff als Inertgas, oder mit Hilfe von Wasser.

## Vorteile
Das CSQ-Verfahren ist eine Koksnasskühlung, das eine nur geringe Staubbelastung während des Quenchens (rasche Abkühlung) verursacht.